# Lipienice (województwo pomorskie)
Lipienice (kaszub. Lëpince lub też Lëpienice, Lëpienica; niem. Liepnitz, dawniej Lipienica) – wieś kaszubska w Polsce położona w województwie pomorskim, w powiecie chojnickim, w gminie Chojnice. Miejscowość jest częścią składową sołectwa Pawłówko. Połączenie z centrum Chojnic umożliwiają autobusy komunikacji miejskiej (linia nr 2).
W latach 1975–1998 miejscowość administracyjnie należała do województwa bydgoskiego.
W okresie międzywojennym stacjonował w miejscowości komisariat Straży Granicznej.